# Вурлакис, Костас
Костас Вурлакис (греч. Κώστας Βουρλάκης; 1921, Мосхокарья, Фтиотида — 1981, там же) — греческий крайне правый националист и антикоммунист, активный участник гражданской войны. В период оккупации — боевик ЭДЕС, в годы гражданской войны — командир подразделения сельской безопасности. Впоследствии занимался торговлей. Был известен особой жестокостью, обвинялся в уголовных преступлениях, несёт ответственность за многочисленные убийства политических оппонентов и их близких. В современной Греции отношение к его деятельности резко негативное, за исключением крайне правых сил, в среде которых его фигура пользуется уважением.

## Кровный конфликт с коммунистами
Родился в крестьянской семье из горной деревни Мосхокарья (Фтиотида). В юности был пастухом. Вместе с тремя братьями занимался также скотокрадством. За это был арестован полицией и сослан на скалистый остров Фолегандрос.
Во время германо-итальянской оккупации один из братьев Костаса Вурлакиса вступил в коммунистическую ЭЛАС, под командование Ариса Велухиотиса. Он продолжал скотокрадский «бизнес», причём вместе с коллаборационистами, и был за это расстрелян. После гибели брата Костас Вурлакис решил отомстить коммунистам.
Вурлакис вступил в националистическое движение ЭДЕС Наполеона Зерваса. Сформировал свой отряд, куда целенаправленно вовлекал людей, имевших, подобно ему самому, личные счёты с КПГ, ЭЛАС и ЭАМ. Яростный антикоммунизм Вурлакиса усилился после гибели второго брата в перестрелке с ЭЛАС. В июле 1945, несмотря на приказ о разоружении партийных ополчений, Вурлакис сохранил оружие и кадровый костяк отряда.

## Командир антикоммунистического формирования
В 1946, после освобождения от оккупации, в Греции началась полномасштабная гражданская война между монархическим правительством и коммунистическими силами. Костас Вурлакис активно поддержал правительство, голосовал на выборах за консервативную Народную партию (НП). Тесно сотрудничал с депутатом парламента от НП экс-министром церковного образования Димитриосом Хадзискосом. Занимал ультраправые политические позиции.
На основе своего отряда ЭДЕС Костас Вурлакис создал подразделение сельской безопасности (МАИ), ставшее крупнейшим иррегулярным формированием Фтиотиды. Под его контролем находился дим Домокос. Вурлакис активно участвовал в войне против коммунистической ДАГ. Штаб своего формирования расположил в родном селе. Действовал в боевом союзе с другим подразделением МАИ, которое возглавлял Эфтимиос Цамадиас.
Формирование Вурлакиса отличалось не только в боях, но и в белом терроре. Расправам подвергались не только вооружённые активисты КПГ, но и их родственники и даже знакомые. В начале 1946 Вурлакис и его боевики захватили игумена монастыря Агафона Германа (Димакоса) — соратника коммуниста Велухиотиса. Священник был подвергнут избиениям — от него требовали указать место хранения оружия и проклясть всех левых Фтиотиды. 8 июля 1946 была проведена жестокая зачистка в деревне Периволи, где отмечалось влияние КПГ (деревню называли «маленькой Москвой»). За убийство нескольких жандармов некоторые жители деревни были по приказу Вурлакиса казнены или жестоко избиты. Вскоре после этого карательно-террористическую операцию в Периволи провела и ДАГ. Эти события произошли ещё до официального создания МАИ.
В контролируемой местности Вурлакис установил систему «военных налогов» — фактических поборов с деревень. При Ламии была устроена своеобразная «таможня», за прохождение которой с крестьян и торговцев взималась доля прибыли с реализованного товара. Эти сборы обосновывались нуждами антикоммунистической борьбы.
Даже правые политики осуждали Вурлакиса за жестокость. Он характеризовался как «неуравновешенный и преступный тип». В 1947 Вурлакис был арестован за убийство зажиточного крестьянина, сыновья которого оказались офицерами национальной гвардии. Содержался в тюрьме Калитеи. Он обратился за содействием к своему «политическому покровителю» Хадзискосу. Сторонники Вурлакиса организовали кампанию поддержки. В правой прессе печатались статьи о его реальных заслугах в борьбе с коммунистической опасностью. Вскоре Вурлакис был освобождён благодаря вмешательству Хадзискоса .

## Бизнес, арест, частная жизнь
После гражданской войны Костас Вурлакис занимался коммерцией в Ламии. Политически сориентировался на правых республиканцев. Поддерживал Национальную партию Наполеона Зерваса и депутата от Национального радикального союза Константиноса Папагеоргиу. Занимался также «крышеванием» бизнеса (успехам в этом деле способствовала его известность как полевого командира МАИ). В делах и в быту Вурлакис отличался грубым и вызывающим поведением. В 1964 он был арестован по уголовному обвинению и некоторое время провёл в заключении.
После освобождения Костас Вурлакис жил частной жизнью. Был женат на Агоре Вурлакис (урождённая Калапанидис), имел четверых детей. Слухи о его обвинении в убийстве жены не соответствуют действительности. Данные о какой-либо общественно-политической активности Вурлакиса во времена «чёрных полковников» или республики в источниках отсутствуют. Известно, что он никогда не выражал сожаления о своей прежней деятельности, скорее, гордился прошлым. Скончался в возрасте 60 лет, похоронен в родной деревне.

## Современные оценки
В современной Греции отношение к фигуре Костаса Вурлакиса в основном негативное. Он рассматривается как террорист гражданской войны и уголовный преступник, его жестокость вызывает сильное отторжение. Исключение составляют крайне правые активисты, типа запрещённой Золотой зари. Они считают Вурлакиса и его соратников «патриотами, которые не позволили сделать Грецию советской».